# Lasioglossum brevicornutum
Lasioglossum brevicornutum är en biart som först beskrevs av Walker 1986.  Lasioglossum brevicornutum ingår i släktet smalbin, och familjen vägbin. Inga underarter finns listade i Catalogue of Life.

## Bildgalleri

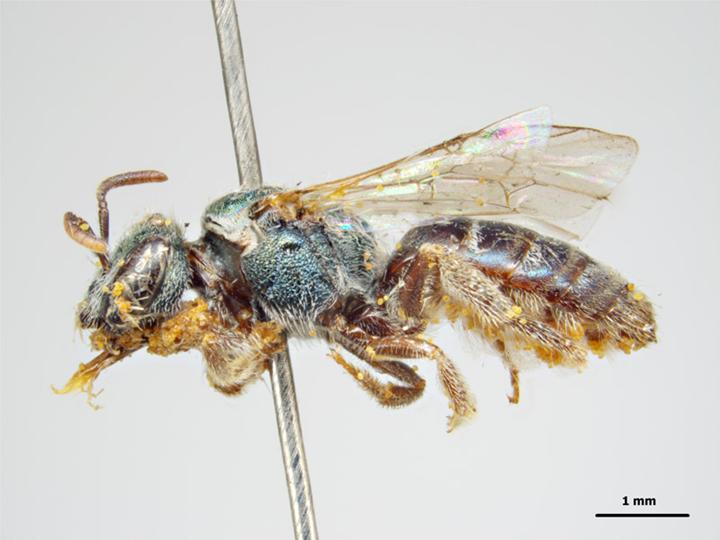
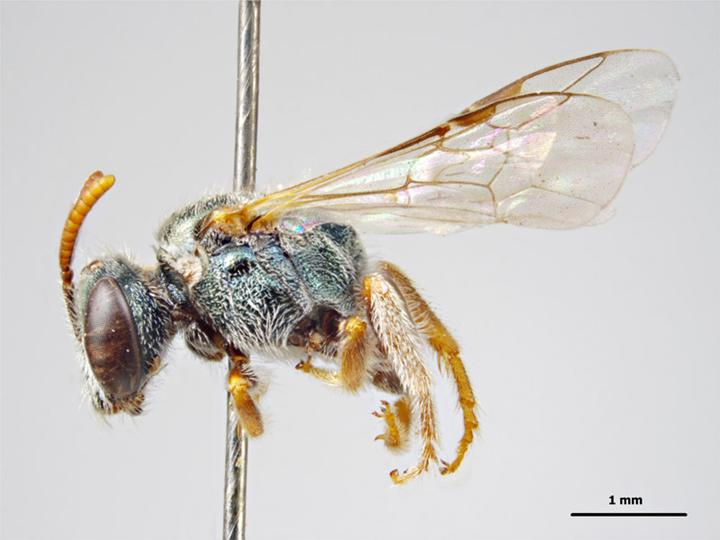